# Kiến vàng
Kiến vàng (danh pháp hai phần: Oecophylla smaragdina) là một loài kiến cây được tìm thấy ở các vùng nhiệt đới châu Á và Úc. Chúng làm tổ trên cây bằng cách dùng tơ do ấu trùng của chúng tạo ra để cuộn các lá với nhau.
Loài kiến này có màu đỏ hoặc vàng nhạt. Ấu trùng được con người bắt để chế biến làm thức ăn cho chim, cá cảnh và dược phẩm truyền thống ở Thái Lan và Indonesia.

## Mô tả
Kiến thợ và kiến thợ chính hầu hết có màu cam. Kiến thợ dài 5–7 milimét (0,20–0,28 in); chúng chăm sóc ấu trùng và rệp vảy để lấy dịch ngọt. Kiến thợ chính dài 8–10 milimét (0,3–0,4 in), với đôi chân dài, khỏe và hàm dưới lớn. Chúng tìm kiếm thức ăn, xây và mở rộng tổ. Kiến chúa thường dài 20–25 milimét (0,8–1,0 in) và thường có màu nâu xanh, tên đặt cho loài này là smaragdina (tiếng Latin: emerald).

## Phân bố và môi trường sống
Kiến vàng phân bố rộng ở vùng nhiệt đới châu Á và Úc, phạm vi của chúng kéo dài từ Ấn Độ qua Indonesia và Philippines đến Lãnh thổ Bắc Úc và Queensland ở Úc. Chúng là một loài sống trên cây, làm tổ giữa những tán lá cây. Tổ được xây dựng vào ban đêm, kiến thợ chính kết tổ ở bên ngoài và kiến thợ phụ hoàn thiện cấu trúc bên trong. Đàn kiến có thể có nhiều tổ trên một cây hoặc tổ có thể trải rộng trên nhiều cây liền kề; các tổ có thể lên tới nửa triệu cá thể kiến. Trong một trường hợp, một đàn chiếm 151 tổ phân bố trên 12 cây. Mỗi đàn có một con chúa duy nhất ở một trong những tổ này và con cháu của nó được mang đến các tổ khác của đàn. Tuổi thọ trung bình của một đàn trưởng thành có thể là 8 năm.

## Sinh thái học
Chi Kiến vàng thuộc loài này là bộ phận quan trọng của hệ sinh thái trên tán cây ở vùng nhiệt đới ẩm. Tổ của chúng được kiến thợ xây dựng, với những chiếc lá được bảo vệ và được đan lại với nhau bằng tơ do ấu trùng tạo ra. Đầu tiên, một đàn kiến xếp dọc theo mép của một chiếc lá xanh và cắn lấy một chiếc lá gần đó, kéo hai chiếc lá lại với nhau, từ mép này sang mép kia. Những con kiến thợ khác từng con một mang một con ấu trùng trong miệng, lần lượt áp đầu bụng của ấu trùng vào từng mép lá. Điều này tạo ra một đường khâu bằng những sợi tơ mịn gắn chặt các lá lại với nhau. Nhiều chiếc lá hơn được gắn theo cách tương tự như thế để mở rộng tổ.
Kiến vàng ăn côn trùng và các động vật không xương sống khác, con mồi của chúng chủ yếu là bọ cánh cứng, ruồi và bọ cánh màng. Chúng không đốt nhưng có vết cắn rất đau, chúng có thể tiết ra các chất gây kích ứng từ bụng. Ở loài kiến vàng các cầu thận thùy râu được nhìn thấy từng cụm, đây dường như là một đặc điểm chung ở nhiều loài Bộ Cánh màng như kiến và ong mật. Ở Singapore, các tổ kiến thường được tìm thấy ở cây tra làm chiếu và cây nhàu, cây dụ kiến bằng mật hoa, đổi lại những cây này nhận được sự bảo vệ khỏi côn trùng ăn thực vật. Ở Indonesia, các loại cây được hỗ trợ bởi tổ kiến vàng bao gồm chuối, dừa, cọ dầu, cây cao su, cacao, tếch, mít, xoài, chòi mòi tía, parkia speciosa, archidendron pauciflorum, bòn bon, chôm chôm, syzygium aqueum và cóc.
Kiến cũng săn rệp cây, côn trùng vảy và các loài cánh màng khác để ăn dịch ngọt mà các loài này tạo ra, đặc biệt là ở các tán cây được liên kết bởi dây leo. Chúng xua đuổi các loài kiến khác khỏi các phần của tán cây nơi mà các loài côn trùng hút nhựa cây sinh sống. Một mối liên hệ khác của kiến vàng là với ấu trùng của một số loài bướm xanh. Ở Úc, Arhopala micale, Arhopala madytus và Arhopala centaurus là những loài cộng sinh bắt buộc và chỉ xuất hiện ở các vùng thuộc các quốc gia nơi kiến vàng sinh sống. Những nơi trú ẩn có thể được kiến vàng xây dựng thành tổ của chúng sẽ được bảo vệ.
Một số loài nhện nhảy, chẳng hạn như Myrmecophily cùng với Cosmophasis bitaeniata, săn kiến trên cây xanh bằng cách bắt chước mùi hóa học để đánh lừa. Đây là một ví dụ về sự bắt chước chung tín hiệu. Cải trang thành một trong số các con kiến, nhện nhảy vào tổ của kiến để ăn ấu trùng và đẻ trứng dọc theo tổ kiến, và cũng là để nhện con có thể dễ dàng tiếp cận ấu trùng kiến. Nhện nhảy Myrmaplata plataleoides cũng là loài bắt chước kiến. Loài nhện này bắt chước một cách trực quan, thông qua các bộ phận cơ thể co lại để tạo ra ảo giác về cấu trúc cơ thể của loài cánh màng. Nó cũng có hai đốm đen mô phỏng đôi mắt ở hai bên đầu. Loài nhện này còn đánh cắp kiến cái để lấy mùi của tổ kiến. Mặc dù vậy, chúng thường tránh xa tổ kiến vàng.

## Sử dụng

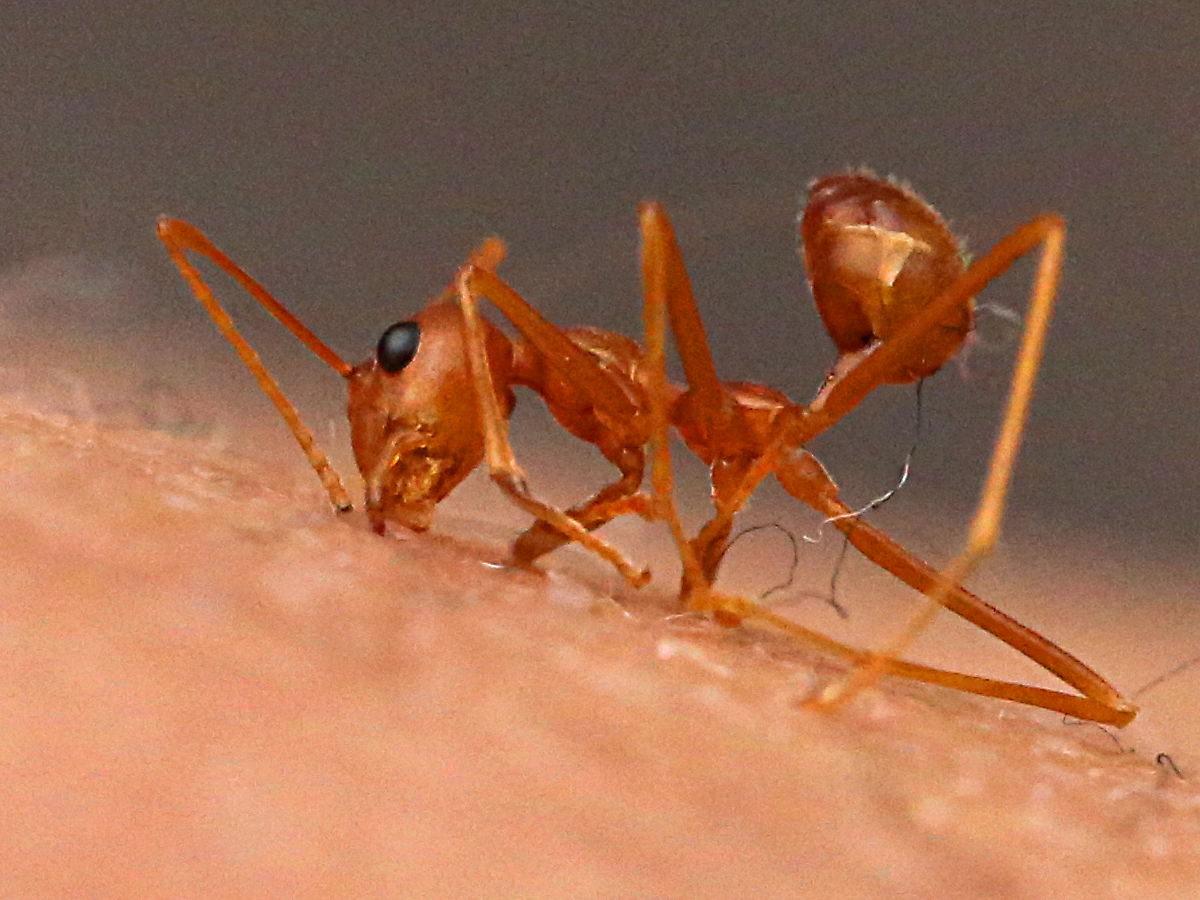
Kiến vàng cắn lên da người, ảnh chụp tại Angkor Wat, Cambodia

Ấu trùng và nhộng được thu thập và chế biến thành thức ăn cho chim và mồi câu cá ở Indonesia, được sử dụng trong y học cổ truyền Trung Quốc và Ấn Độ, đồng thời được dùng làm món ăn ngon ở Thái Lan và các nước khác.
Ở Java, Indonesia, ấu trùng và nhộng của loài kiến vàng được gọi là kroto và được thu hoạch với mục đích thương mại để sử dụng làm thức ăn cho chim cảnh và làm mồi câu cá. Loài chim cảnh rất phổ biến ở Java và ấu trùng kiến cung cấp một chế độ ăn cân bằng tốt về protein, khoáng chất và vitamin. Kroto có thể được mua từ các cửa hàng thú cưng hoặc có thể được thu hái tươi từ vùng nông thôn. Để làm mồi cho cá, ấu trùng được trộn với trứng gà, ngô, đậu và mật ong.
Ở một số vùng của Ấn Độ, kiến vàng trưởng thành được sử dụng trong y học cổ truyền như một phương thuốc chữa bệnh thấp khớp, và một loại dầu làm từ chúng được sử dụng để điều trị nhiễm trùng dạ dày và làm thuốc kích thích tình dục. Ở Thái Lan và Philippines, ấu trùng và nhộng được ăn và được họ mô tả là có hương vị như kem, quả chua và chanh.
Ở một số nơi trong phạm vi phân bố của loài kiến này, các đàn kiến được sử dụng như một hình thức kiểm soát sâu bệnh gây hại tự nhiên. Các loại cây trồng được bảo vệ theo cách này bao gồm đậu đũa, hạt điều, cây có múi, xoài, dừa, ca cao và cà phê. Ghi chép lâu đời nhất về việc sử dụng loài kiến vàng để kiểm soát sâu bệnh gây hại là việc sử dụng chúng ở Trung Quốc vào năm 304 Công nguyên để kiểm soát sâu bệnh trên cây ăn quả có múi.
Kiến rất hung dữ đối với con người: ở Sri Lanka, do việc thu hoạch quá "đau đớn" nên việc để kiến vàng bảo vệ cà phê đã bị loại bỏ.

## Thư viện ảnh

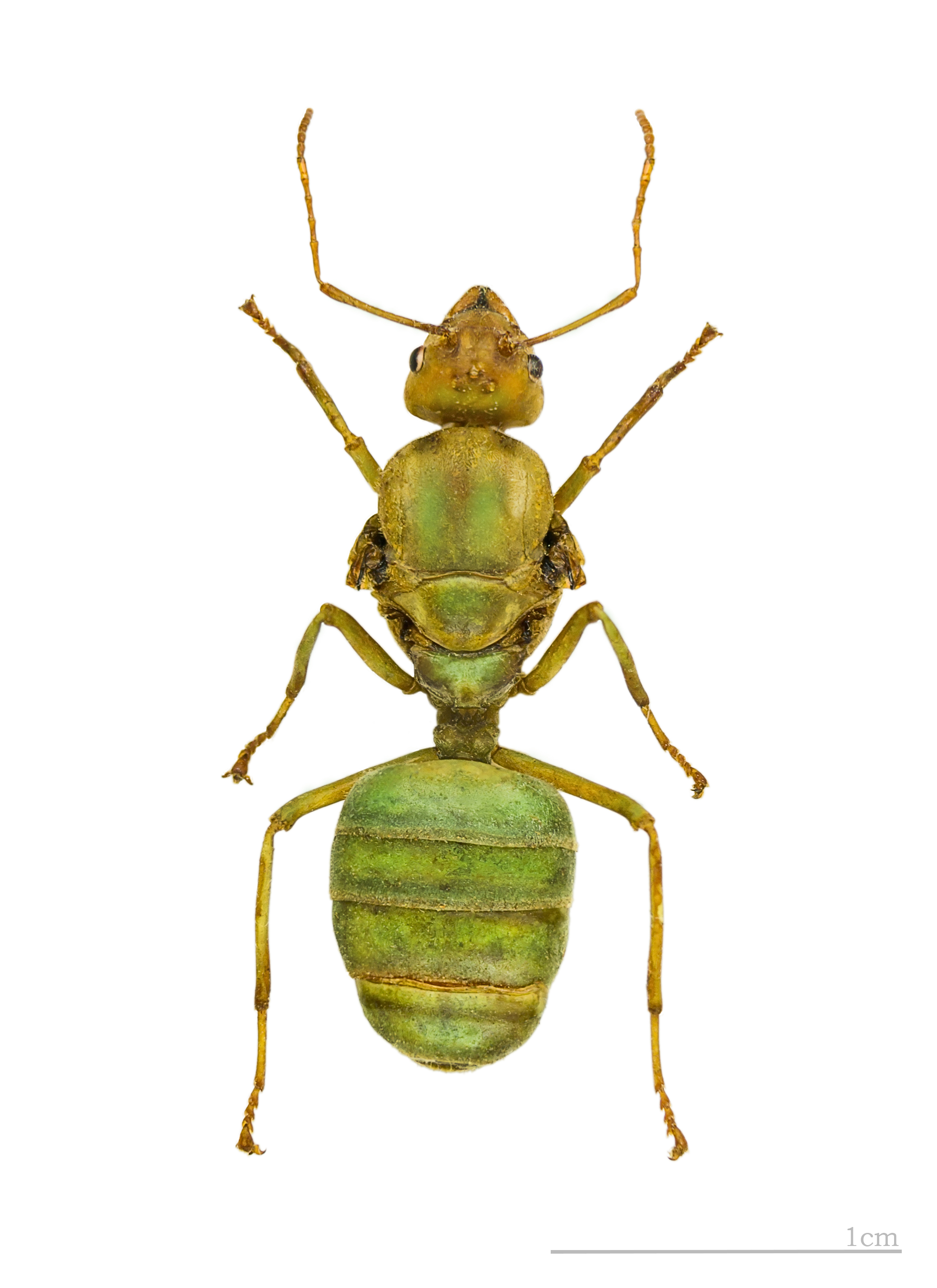
Một con kiến chúa Oecophylla smaragdina đã rụng cánh
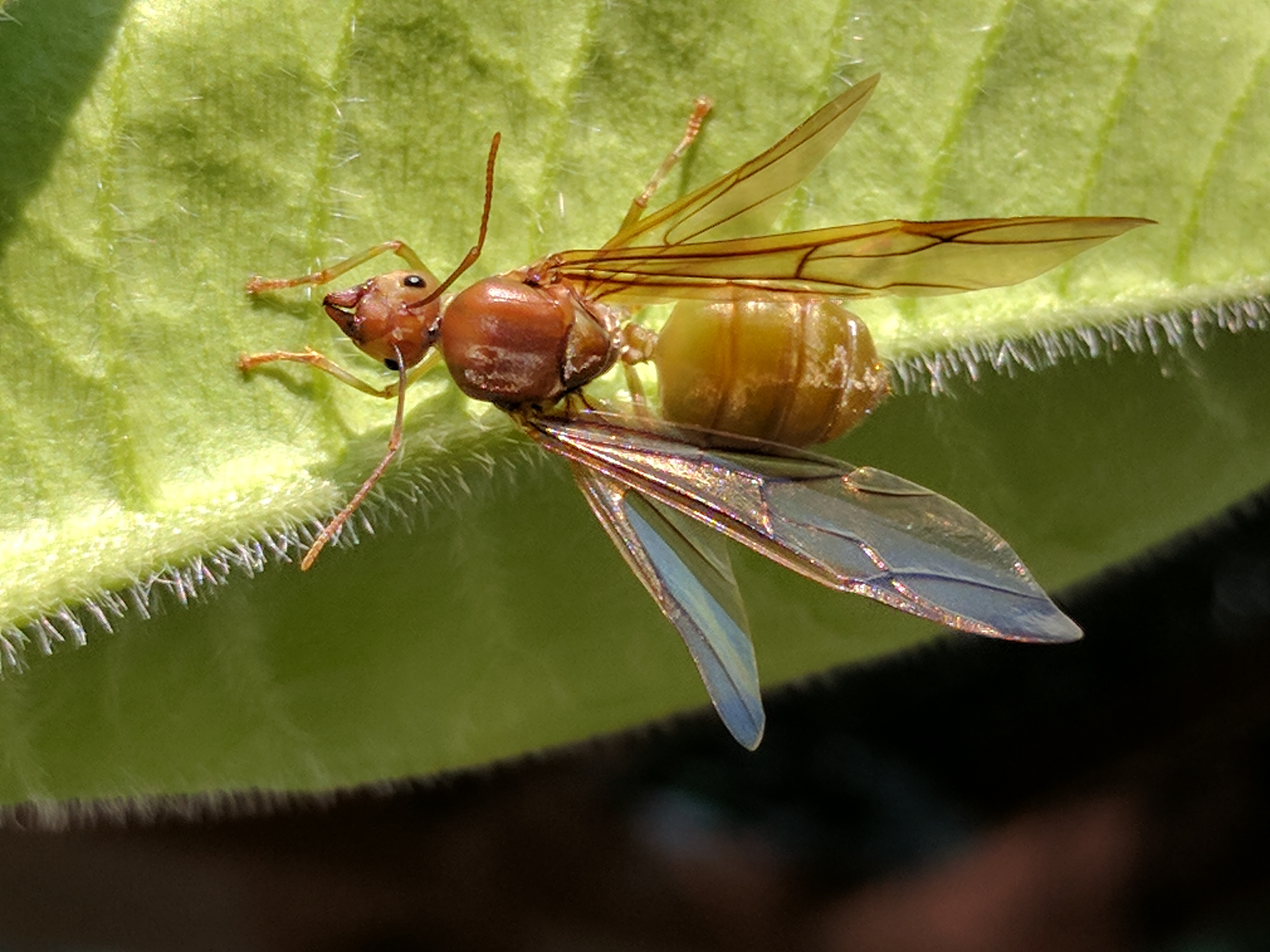
Kiến chúa trước khi rụng cánh
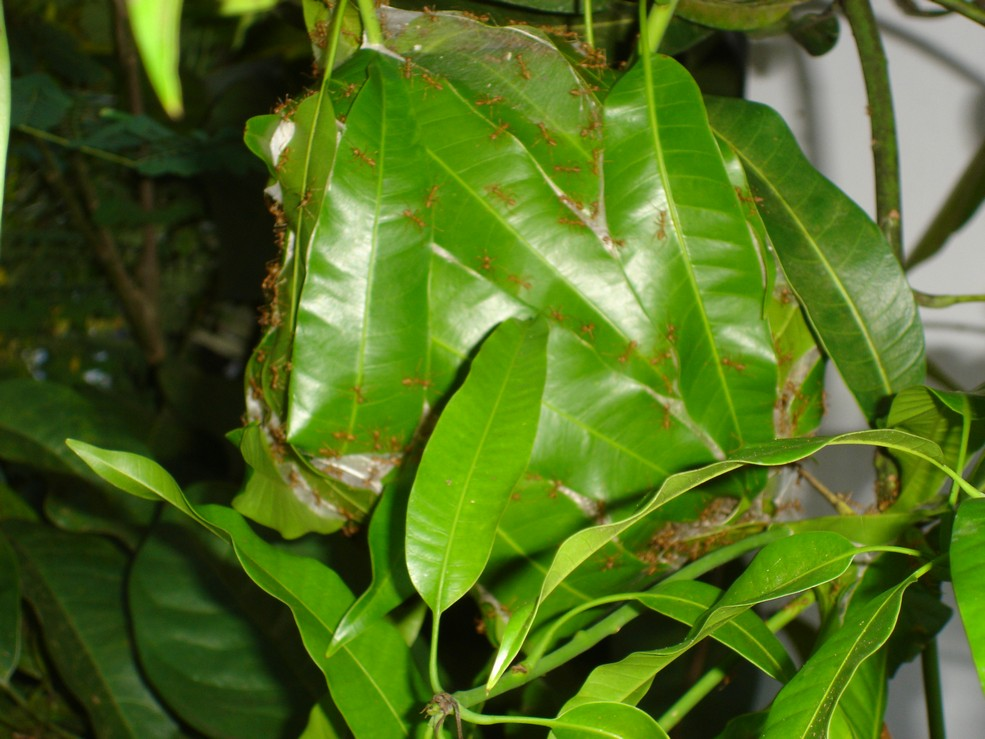
Tổ trên cây xoài
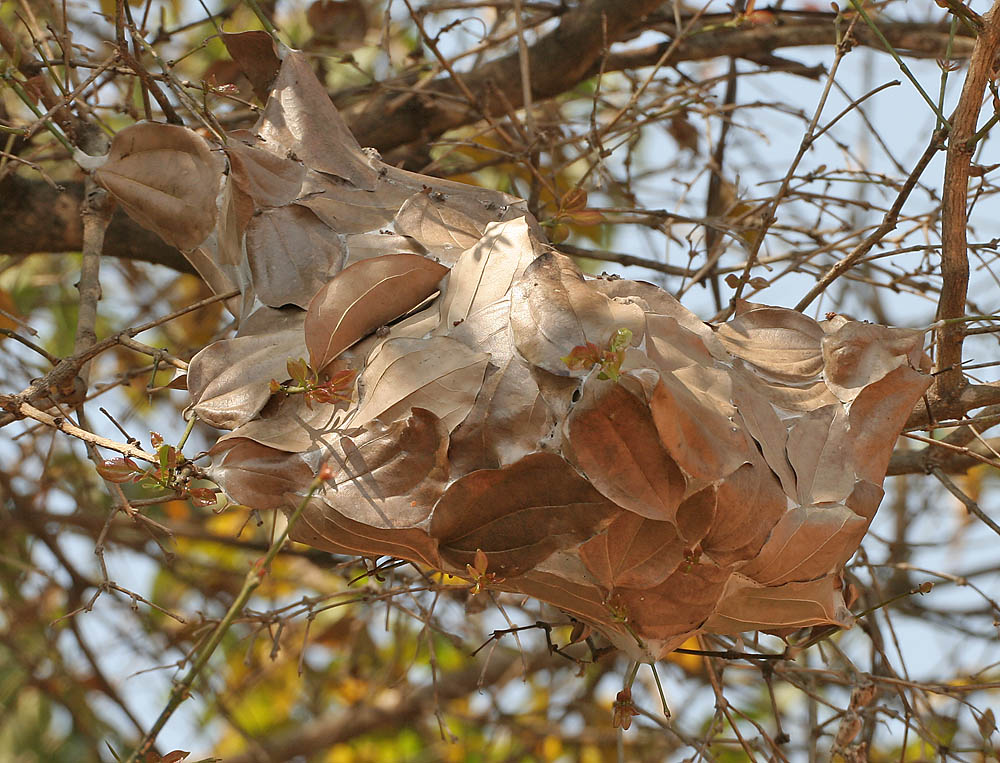
Tổ ở Khu bảo tồn đời sống hoang dã Kinnerasani, Andhra Pradesh, Ấn Độ.
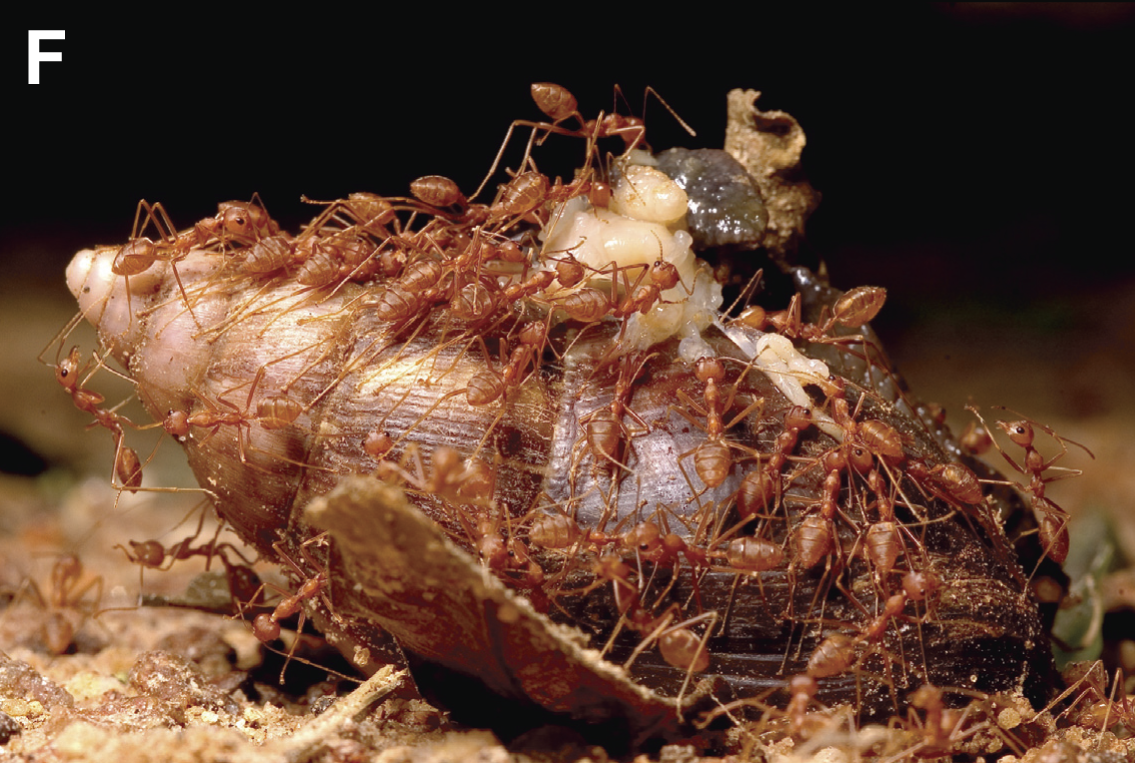
Kiến thợ ăn một con ốc sên khổng lồ châu Phi đã chết
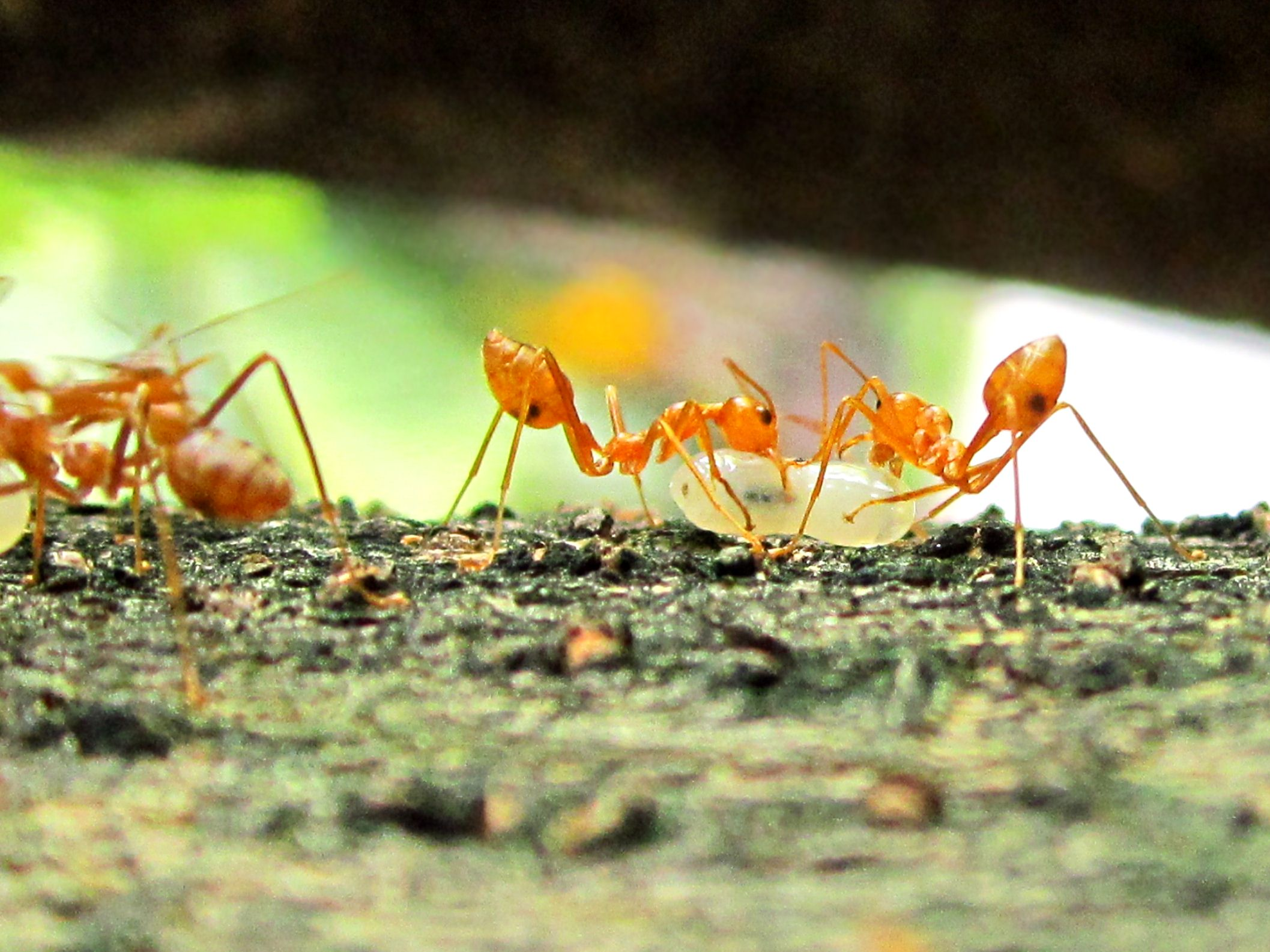
Hai con kiến đang chuyển một ấu trùng
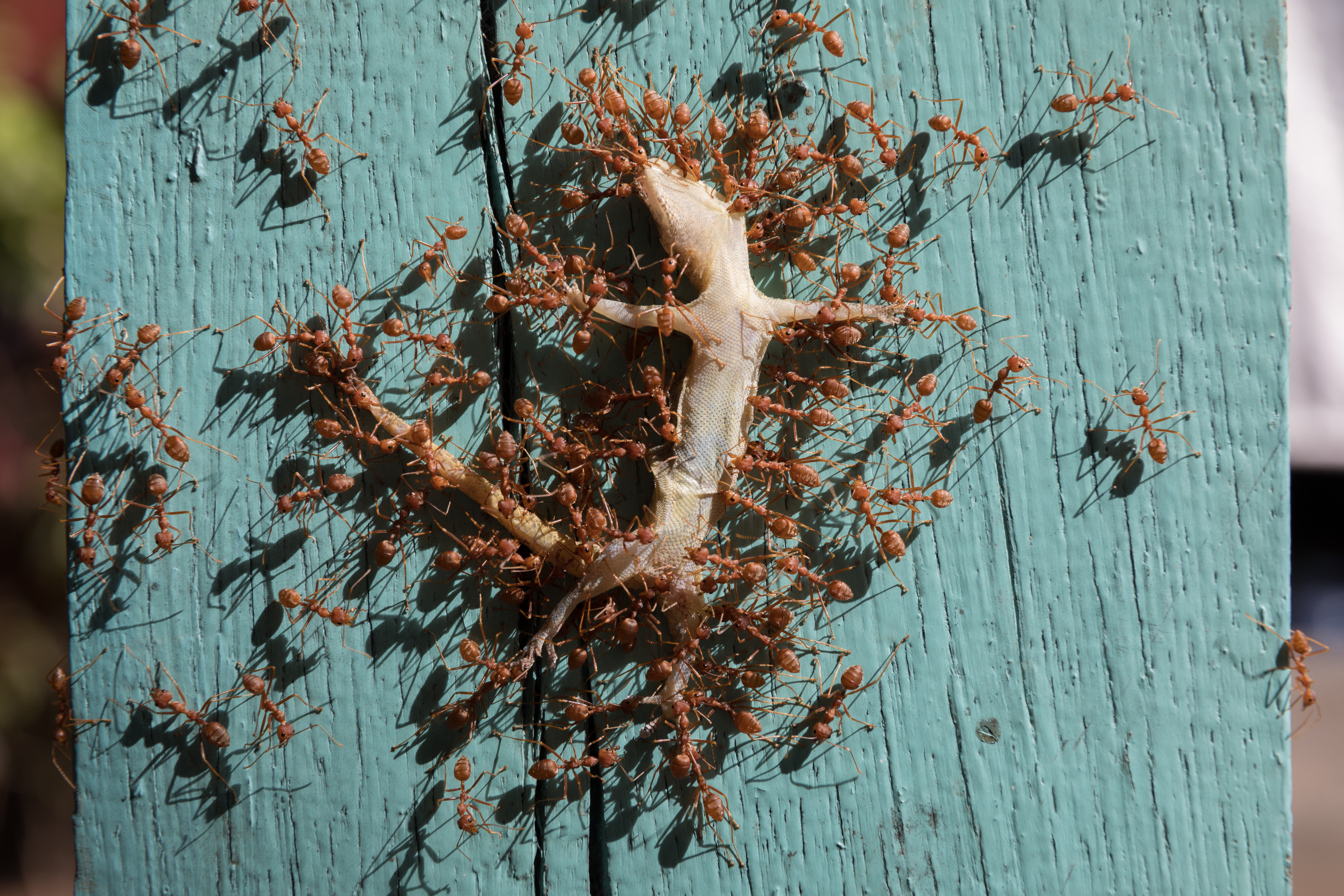
Kiến thợ vận chuyển tắc kè chết
- Kiến thợ vận chuyển tắc kè chết
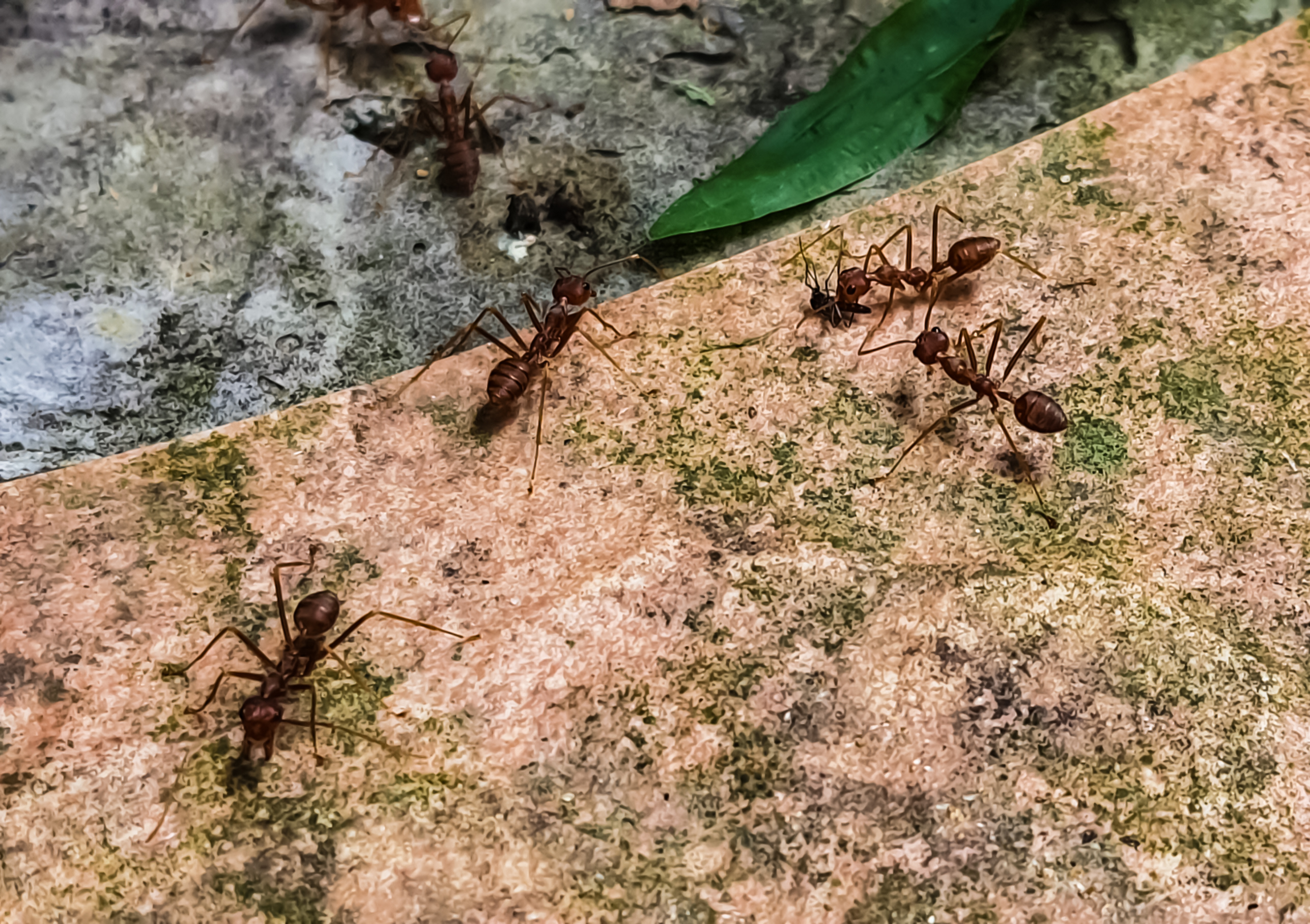
Một đàn kiến vàng, một con đang gặm một con muỗi chết. Ảnh chụp ở Malaysia.